# 亚当·杰弗里
亚当·杰弗里（英語：Adam Jeffery，1971年12月30日—），澳大利亚男子草地滚球运动员。他曾代表澳大利亚参加1998年和2002年英联邦运动会草地滚球比赛，其中1998年英联邦运动会获得一枚银牌。